# Пољска на Европском првенству у атлетици у дворани 2013.
Пољска је учествовала на 32. Европском првенству у дворани 2013 одржаном у Гетеборгу, Шведска, од 28. фебруара до 3. марта. Ово је било тридесет друго Европско првенство у атлетици у дворани од његовог оснивања 1970. на којем је Пољска учествовала, односно учествовала је на свим првенствима до данас. Репрезентацију Пољске представљало је 19 спортиста (13 мушкараца и 6 жена), који су се такмичили у 12 дисциплина (6 мушких и 4 женске).
На овом првенству Пољска је била девета по броју освојених медаља са 3 медаље, по једну од сваке врсте. Поред тога оборена су лична рекорда и петам најбољих личних резултата сезоне.
У табели успешности према броју и пласману такмичара који су учествовали у финалним такмичењима (првих 8 такмичара) Пољска је са 6 учесника у финалу заузело 11. место са 31. бодом, од 27 земаља које су имале представнике у финалу, односно 47 земаља учесница.
| Пл. | Земља  | 1. место | 2. место | 3. место | 4. место | 5. место | 6. место | 7. место | 8. место | Бр. фин. Бод. |
| --- | ------ | -------- | -------- | -------- | -------- | -------- | -------- | -------- | -------- | ------------- |
| 11  | Пољска | 1 - 8    | 1 - 7    | 1 - 6    | 1 - 5    | 0 - 0    | 1 - 3    | 1 - 2    | 0 - 0    | 6 - 31        |

## Учесници
| Дисциплина        | Спортисти                                                   | Спортисти                                            |
| Дисциплина        | Мушкарци                                                    | Жене                                                 |
| ----------------- | ----------------------------------------------------------- | ---------------------------------------------------- |
| 400 м             | Гжегож Собински                                             |                                                      |
| 800 м             | Адам Кшчот                                                  | Ана Ростковска                                       |
| 1.500 м           | Бартош Новицки Марћин Левандовски Шимон Кравчук             | Ангелика Ћихоцка Катажина Броњатовска Данута Урбаник |
| 3.000 м           | Матеуш Демчишак                                             |                                                      |
| 60 м препоне      | Доминик Бохенек                                             |                                                      |
| 4 х 400 м препоне | Михал Пјетржак Рафал Омелко Лукаш Домагала Гжегож Собински² |                                                      |

| Дисциплина  | Спортисти                 | Спортисти       |
| Дисциплина  | Мушкарци                  | Жене            |
| ----------- | ------------------------- | --------------- |
| Скок увис   |                           | Камила Степањук |
| Скок мотком | Роберт Собера Пјотр Лисек | Ана Роговска    |
| Скок удаљ   | Адријан Стшалковски       |                 |

## Освајачи медаља (5)

### Злато (1)
- Адам Кшчот — 800 м

### Сребро (1)
- Ана Роговска — скок мотком

### Бронза (1)
- Катажина Броњатовска — 1.500 метара

## Резултати

### Мушкарци
| Атлетичар                                                  | Дисциплина        | Лични рекорд | Квалификације | Квалификације | Полуфинале           | Полуфинале           | Финале               | Финале       | Детаљи         |
| Атлетичар                                                  | Дисциплина        | Лични рекорд | Резултат      | Место         | Резултат             | Место                | Резултат             | Место        | Детаљи         |
| ---------------------------------------------------------- | ----------------- | ------------ | ------------- | ------------- | -------------------- | -------------------- | -------------------- | ------------ | -------------- |
| Гжегож Собински                                            | 400 м             | 47,14        | 47,61         | 3. у гр. 4    | Није се квалификовао | Није се квалификовао | Није се квалификовао | 13 / 20 (23) |                |
| Адам Кшчот                                                 | 800 м             | 1:44,57 НР   | 1:48,69       | 1. у гр. 5 КВ | 1:48,78              | 3. у пф. 1           | 1:48,69              |              | [ мртва веза ] |
| Марћин Левандовски                                         | 1.500 м           | 3:37,37 НР   | 3:42,60       | 1. у гр. 2 КВ |                      |                      | 3:39,19              | 4 / 24       |                |
| Бартош Новицки                                             | 1.500 м           | 3:38,90      | 3:40,15       | 3. у гр. 1 кв | 3:39,74              | 7 / 24               |                      |              |                |
| Шимон Кравчуко                                             | 1.500 м           | 3:42,27      | 3:47,84       | 7. у гр. 3    | Није се квалификовао | 20 / 24              |                      |              |                |
| Матеуш Демчишак                                            | 3.000 м           | 7:57,99      | 7:59,41       | 6. у гр. 2    | Није се квалификовао | 13 / 20 (22)         |                      |              |                |
| Доминик Бохенек                                            | 60 м препоне      | 7,66         | 7,70 ЛРС      | 2. у гр. 4 КВ | 7,71                 | 6. у пф. 2           | Није се квалификовао | 10 / 27 (28) |                |
| Михал Пјетржак Рафал Омелко Лукаш Домагала Гжегож Собински | штафета 4 х 400 м | 3:03,01 НР   | Диск.         | чл.163,2      |                      |                      | БП                   | БП           |                |
| Роберт Собера                                              | Скок мотком       | 5,50         | 5,60 ЛР       | 5 у гр. А кв  | 5,71 ЛР              | =6 / 23 (25)         |                      |              |                |
| Пјотр Лисек                                                | Скок мотком       | 5,50         | 5,50 =ЛР      | 5. у гр. Б    | Није се квалификовао | 12 / 20 (22)         |                      |              |                |
| Адријан Стшалковски                                        | Скок удаљ         | 7,88         | 7,87          | 5. у гр. А    | Није се квалификовао | 10 / 25              |                      |              |                |

### Жене
| Атлетичар            | Дисциплина  | Лични рекорд    | Квалификације | Квалификације | Полуфинале            | Полуфинале            | Финале                | Финале       | Детаљи |
| Атлетичар            | Дисциплина  | Лични рекорд    | Резултат      | Место         | Резултат              | Место                 | Резултат              | Место        | Детаљи |
| -------------------- | ----------- | --------------- | ------------- | ------------- | --------------------- | --------------------- | --------------------- | ------------ | ------ |
| Ана Ростковска       | 800 м       | 2:03,67         | 2:05,95       | 4. у гр. 2    | Није се квалификовала | Није се квалификовала | Није се квалификовала | 13 / 13 (16) |        |
| Катажина Броњатовска | 1.500 м     | 4:11,59 4:14,78 | 4,14,78       | 2. у гр. 3 КВ |                       |                       | 4:14,30               |              |        |
| Ангелика Ћихоцка     | 1.500 м     | 4:07,83         | 4:14,00       | 4. у гр. 2    | Није се квалификовала | 10 / 20               |                       |              |        |
| Данута Урбаник       | 1.500 м     | 4:10,76         | 4:15,29       | 6. у гр. 1    | Није се квалификовала | 16 / 20               |                       |              |        |
| Камила Степањук      | Скок увис   | 1,92            | 1,85          | 17            | Није се квалификовала | 17 / 20               |                       |              |        |
| Ана Роговска         | Скок мотком | 4,85 НР         | 4,46          | =6            | 5,67 ЛРС              |                       |                       |              |        |